# سي لارستان العليا دم لوداب (لوداب)
سي لارستان العلیا دم لوداب (بالفارسية: سی لارستان علیا دم لوداب) هي قرية تقع في إيران في قسم لوداب الريفي. يقدر عدد سكانها بـ 63 نسمة .